# Mortoniodendron cauliflorum
Mortoniodendron cauliflorum är en malvaväxtart som beskrevs av Al.Rodr.. Mortoniodendron cauliflorum ingår i släktet Mortoniodendron och familjen malvaväxter. Inga underarter finns listade i Catalogue of Life.